# 铝土矿尾矿
铝土矿尾矿、矿渣，或氧化铝精练矿渣，是氧化铝工业生产的副产品之一。氧化铝是生产金属铝的主要原料，同时也被广泛地应用于陶瓷、磨料及耐火材料的生产中。大量产生的铝土矿尾矿成为一种重要的废弃产品，其存储过程中所产生问题也随之受到重视，它的开发利用成为当务之急。全球超过95%的氧化铝采用拜耳法生产，每生产1吨氧化铝，需同时产出1至1.5吨的铝土矿尾矿／矿渣。2014年，全球氧化铝产量为1.08亿吨，其伴随约1.35亿吨铝土矿尾矿的产生。

## 生产
目前全球有超过60个炼铝厂使用拜耳法从铝土矿中提取氧化铝。铝土通常在露天条件下开采后运输到炼铝厂中进行处理。为了提取氧化铝，铝土矿中的可溶解部分被氢氧化钠在高温高压的条件下浸出。铝土中的不溶解部分（尾矿）被去除，以获得铝酸钠溶液，该溶液在加入晶种及降温的条件下，析出氢氧化铝。部分的氢氧化铝被返还到拜耳流程，作为晶种沉淀下一批次溶液，余下的氢氧化铝在超过1000摄氏度的条件下煅烧以获得氧化铝。被使用的铝土矿中的氧化铝含量一般为50%左右，然而含量范围更广的铝土矿也能够被才用。尾矿/矿渣中含有高浓度的铁氧化物，使之呈现特征的红色。拜耳流程中使用的氢氧化钠少量残留于尾矿中，使其呈现高碱性，一般条件下pH>12。为了提高拜耳流程的效率并且降低生产成本，在固液分离流程中，氢氧化钠循环利用的各种方法被尽可能的采用。上述措施降低了尾矿的最终碱性和处理难度。

## 成分
经过氧化铝浸出的铝土矿尾矿，其主要成分是未反应的金属氧化物。炼铝厂产生的这些氧化物的比例取决于铝土矿的品位、属性以及浸出条件。铝土矿尾矿成份的变化范围很广，典型的成份构成如下：Fe2O3 5-60%, Al2O3 5-30%, TiO2 0.3-15%, CaO 2-14%, SiO2 3-50% and Na2O 1-10%。
炼铝厂以从铝土矿中尽可能多地、经济地提取更多的含铝的成份为目标。通常尾矿的成分构成与所采用铝土矿的非铝成分组成相似（部分硅化合物除外）：二氧化硅晶体（石英）通常不与氢氧化钠反应，但是一些被称为活性二氧化硅的物质，在浸出条件下，会与之反应并且生成硅铝酸钠。
从矿物学角度分析，其中存在的组分为：方钠石（3Na2O·3Al2O3·6SiO2·Na2SO4) 4-40%; 针铁矿 10-30%; 赤铁矿10-30%; 二氧化硅5-20%; 水化铝酸钙 2-20%;软水铝石 0-20%; 二氧化钛2-15%; 白云母0-15%; 碳酸钙 2-10%; 三水铝石0-5%; 高岭土0-5%。

## 尾矿储存区域
从工厂建立起，尾矿存储的方法持续变革。早年的处理方法是将含有大约20%固体的尾矿浆排入原先是铝土矿坑或废弃的采石场的池塘。在一些其他案例中，用水坝或者堤坝建造蓄泥池，或是，一些山谷被堤坝拦截，尾矿堆积于被拦截的区域内。
在过去，尾矿常被通过管道或者驳船排放到河流、湖泊或者海洋中；或者，尾矿被弃置在远离海岸线几公里处的海洋深处的海沟。目前向河流、湖泊或者海洋排放的方法已经被禁止。伴随弃置区域的用尽和湿法弃置的受关注，从20世纪80年代中期起，干法弃置逐渐被广泛才用。

在这种方法中，尾矿被浓缩为高密度浆液（含48-55%或更高比例的固体），然后已能使其块化、干燥的方式弃置。
过滤的方法正开始逐渐流行，得到滤饼（固体含量>30%）。这些滤饼在被运输前经过水或者蒸汽处理以降低碱性，之后以半固体形式储存。尾矿的这种处理方式有利于其被再利用，因为它的低碱性，更低的运输成本，易于后续的处理。

## 使用
自从拜耳流程于1894年被工业所采用以来，残余的氧化物的价值已经被认知。已有尝试对其中的主要成份进行回收，特别是对于铁。自从矿业开采以来，大量的科研精力被投入到寻求尾矿的再利用中。可行的应用可以被宽泛的分为如下几个方面：回收存在的特定成份，比如，铁、钛、稀土元素；被用作其他产品的主要原料，比如，水泥；用铝土尾矿作为建筑材料的组分，比如，混凝土、瓷砖、砖块；土壤改良或者覆盖剂；尾矿转变为有用的化合物，比如通过Virotec流程。
尾矿的广阔成份范围坐久了大量技术上可行的应用，包括：水泥制造，用作混凝土辅助凝固材料，铁回收，钛回收，建筑板材，砖，发泡隔热砖，瓦片，砾石/铁路铺石，土壤改良，钙和硅肥料，顶部封盖/地貌重建，镧系元素（稀土）回收，钪回收，镓回收，钇的回收，处理酸性尾矿废水，重金属吸附，染料，磷酸盐，氟化物，水处理化学制剂，玻璃陶瓷，陶瓷，发泡玻璃，颜料，石油钻探或天然气开采，聚氯乙烯填充料，木材替代品，地质聚合物，催化剂，铝和铜的等离子喷涂，制造的钛酸铝 - 莫来石复合材料的耐高温涂层，烟气除硫，砷去除，铬去除，土壤改良。
据估计每年2百万到3百50万吨的铝土尾矿被使用：
水泥，50万到150万吨；
钢铁工业原料，40万吨到150万吨；
填埋覆盖／铺路／土壤改良，20万吨到50万吨；
建筑材料（砖，瓦，水泥等），10万吨到30万吨；
其他（耐火材料，吸附剂，中和酸性尾矿水，催化剂等），10万吨。

## 欧盟的进展
2015年一项由欧盟资助的旨在实现铝土矿增值利用的行动被发起。15名博士生参与到了此项欧洲培训网络－铝土尾矿的零废物化与增值利用项目中。核心关注点在于铁、钛和稀土元素（包括钪）的回收同时将尾矿转化为建筑材料。